# Fernanda Martins
Fernanda Raquel Borges Martins (Santa Cruz do Sul, 26 luglio 1988) è una discobola brasiliana.

## Biografia
Martins ha partecipato alle prime gare di lancio del disco nel 2006 per poi prendere parte ai Campionati sudamericani juniores l'anno seguente e vincere la medaglia d'oro. Nel 2011 ha esordito con la nazionale seniores vincendo una medaglia di bronzo ai Campionati sudamericani di Buenos Aires e partecipato alla sua prima edizione dei Giochi panamericani nonché ad una competizione mondiale quale l'Universiade. Oltre ai successi in campo regionale, come le medaglie conquistate ai Giochi sudamericani, Martins ha preso parte a diverse edizioni dei Mondiali e partecipato ai Giochi olimpici di Rio de Janeiro 2016, senza avanzare in finale.

Nel 2019, Martins ha ottenuto una medaglia di bronzo ai Giochi panamericani del Perù, vinto una medaglia d'argento ai Giochi mondiali militari in Cina e raggiunto in Qatar la prima finale Mondiale, classificandosi sesta.

## Palmarès
| Anno | Manifestazione             | Sede              | Evento           | Risultato | Prestazione | Note |
| ---- | -------------------------- | ----------------- | ---------------- | --------- | ----------- | ---- |
| 2007 | Sudamericani U20           | San Paolo         | Lancio del disco | Oro       | 44,44 m     |      |
| 2007 | Panamericani U20           | San Paolo         | Lancio del disco | 5ª        | 41,90 m     |      |
| 2008 | Sudamericani U23           | Lima              | Lancio del disco | 4ª        | 45,30 m     |      |
| 2010 | Sudamericani U23           | Medellín          | Lancio del disco | Oro       | 55,68 m     |      |
| 2011 | Sudamericani               | Buenos Aires      | Lancio del disco | Bronzo    | 54,18 m     |      |
| 2011 | Universiadi                | Shenzen           | Lancio del disco | 7ª        | 56,46 m     |      |
| 2011 | Giochi panamericani        | Guadalajara       | Lancio del disco | 7ª        | 54,56 m     |      |
| 2012 | Campionati ibero-americani | Barquisimeto      | Lancio del disco | Argento   | 57,87 m     |      |
| 2013 | Sudamericani               | Cartagena         | Lancio del disco | Oro       | 60.79 m     |      |
| 2013 | Mondiali                   | Mosca             | Lancio del disco | nm (q)    | nm (q)      |      |
| 2014 | Giochi sudamericani        | Santiago del Cile | Lancio del disco | Bronzo    | 56,08 m     |      |
| 2014 | Campionati ibero-americani | San Paolo         | Lancio del disco | Argento   | 59,08 m     |      |
| 2015 | Sudamericani               | Lima              | Lancio del disco | Argento   | 58,22 m     |      |
| 2015 | Giochi panamericani        | Toronto           | Lancio del disco | 4ª        | 60,50 m     |      |
| 2015 | Mondiali                   | Pechino           | Lancio del disco | 26ª (q)   | 56,74 m     |      |
| 2016 | Campionati ibero-americani | Rio de Janeiro    | Lancio del disco | Bronzo    | 58,43 m     |      |
| 2016 | Giochi olimpici            | Rio de Janeiro    | Lancio del disco | 31ª (q)   | 51,85 m     |      |
| 2017 | Sudamericani               | Asunción          | Lancio del disco | Argento   | 60,80 m     |      |
| 2017 | Mondiali                   | Londra            | Lancio del disco | 16ª (q)   | 58,51 m     |      |
| 2018 | Giochi sudamericani        | Cochabamba        | Lancio del disco | Argento   | 57,29 m     |      |
| 2018 | Campionati ibero-americani | Trujillo          | Lancio del disco | Argento   | 60,14 m     |      |
| 2019 | Sudamericani               | Lima              | Lancio del disco | Argento   | 60,87 m     |      |
| 2019 | Giochi panamericani        | Lima              | Lancio del disco | Argento   | 62,23 m     |      |
| 2019 | Mondiali                   | Doha              | Lancio del disco | 6ª        | 62,44 m     |      |
| 2019 | Giochi mondiali militari   | Wuhan             | Lancio del disco | Argento   | 61,60 m     |      |
| 2021 | Giochi olimpici            | Tokyo             | Lancio del disco | 24ª (q)   | 57,90 m     |      |
| 2022 | Mondiali                   | Eugene            | Lancio del disco | 14ª (q)   | 60,08 m     |      |